# N180 (België)
De N180 is een gewestweg in de Belgische provincie Antwerpen. De weg loopt door de Haven van Antwerpen en is beter bekend als de Noorderlaan (hoewel de Noorderlaan niet alleen de N180 behelst, maar ook een deel van de N1). De vroegere naam van de Noorderlaan was De Smet De Nayerlaan, ter ere van Paul de Smet de Naeyer.

## Traject
De N180 loopt vanaf het kruispunt met N1 Noorderlaan/IJzerlaan in het district Antwerpen naar het noorden. Het Albertkanaal wordt gekruist via de Noorderlaanbrug, waarna de N180 verder noordwaarts loopt. Net voor de afrit Ekeren van de A12 draait de N180 naar het westen om vervolgens de buitenrand van het havengebied te blijven volgen. Er volgen nog enkele spoorwegbruggen en gelijkgrondse overwegen om ten slotte aan te sluiten op de N111. De weg heeft een totale lengte van bijna 17 kilometer. De weg is grotendeels uitgevoerd als een 2x2-weg, met vooral in het zuiden meer dan 2 rijstroken per richting. De N180 wordt over bijna de ganse lengte Noorderlaan genoemd en is de belangrijkste weg om de even kaainummers te verbinden. Voor doorgaand verkeer tussen Antwerpen en Bergen op Zoom wordt de autosnelweg A12 aangeraden, die een grotendeels parallel tracé volgt.

## N180a
De N180a is een aftakkingsweg van de N180 in Antwerpen. De 1,4 kilometer lange verbindt de N180 met de Maantjessteenweg via de Havanastraat en Victor Goovaertslaan.

## N180z
De N180z zijn de verbindingswegen tussen de A12 (afrit Ekeren) en de N180. Deze verbindingswegen zijn gemiddeld ongeveer 1,5 kilometer lang.